# Marie Thérèse Mukamulisa
Marie Thérèse Mukamulisa (sinh ngày 29 tháng 6 năm 1965) là một luật sư người Rumani, người được bổ nhiệm với nhiệm kỳ sáu năm tại Tòa án Châu Phi về Quyền của Con người và Nhân dân năm 2016.

## Giáo dục và giáo dục sớm
Mukamulisa sinh ra ở Kigali vào ngày 29 tháng 6 năm 1965. Bà có bằng luật dân sự của Đại học Rwanda (1990) và bằng thạc sĩ luật phổ biến tại Đại học Moncton ở New Brunswick, Canada (1993). Bà có bằng Thạc sĩ về Nghiên cứu và Ngăn chặn Diệt chủng từ Trung tâm Quản lý Xung đột tại Đại học Rwanda.

## Sự nghiệp
Mukamulisa là một kế toán viên và thu ngân tại Dự án Điều tra và Thống kê Nông nghiệp. Giám đốc Bảo hiểm Xe hơi tại Sonarwa và Thư ký Điều hành của tổ chức ô dù NGO CCOAIB. Mukamulisa là một trong mười hai ủy viên soạn thảo Hiến pháp hậu diệt chủng Rwanda, và là giảng viên về Luật so sánh tại Đại học Rwanda.
Mukamulisa được bổ nhiệm làm Thẩm phán Tòa án Tối cao Rwanda năm 2003. Bà đã nói về những khó khăn mà phụ nữ gặp phải trong hệ thống tư pháp, đặc biệt là với các vụ án lạm dụng và hiếp dâm trẻ em, do yếu tố văn hóa và giới tính. Năm 2015, bà trở thành thành viên của Hội đồng Tư pháp Tối cao Rwanda. Bà cũng là thành viên của Mạng lưới Thẩm phán Quốc tế Hague.
Mukamulisa đã được bầu vào nhiệm kỳ sáu năm tại Tòa án Nhân quyền và Nhân dân châu Phi cùng với Ntyam Mengue vào tháng 7 năm 2016. Cuộc hẹn của bà đã bị chỉ trích do quyết định của Rwanda rút khỏi việc cho phép các cá nhân và tổ chức phi chính phủ kháng cáo trực tiếp đến tòa án, và sự tham gia của Mukamulisa vào hội đồng xét xử đã kết án chính trị gia đối lập Victoire Ingabire Umuhoza, người đã kháng cáo lên Tòa án châu Phi.

## Cuộc sống cá nhân
Mukamulisa đã kết hôn và có hai con trai.